# Castelo de Lasserre
O Château de Lasserre é um castelo em ruínas na comuna de Béraut, no departamento de Gers, na França.
Com origens no século XIV, o castelo foi adaptado e alterado nos séculos XVI e XVIII. Está classificado desde 1927 como um monumento histórico pelo Ministério da Cultura da França. Actualmente é propriedade privada.